# ألدو فرانشي
ألدو فرانشي (بالإيطالية: Aldo Franchi)‏ هو سائق سيارات السباق  وُلد في إيطالي، (و. 1882  م).